# Fagure cubic
Un fagure cubic este singura teselare regulată (sau fagure) a spațiului euclidian tridimensional cu celule cubice. Este tranzitiv pe vârfuri, având câte 8 cuburi în jurul fiecărui vârf. Este tranzitiv pe laturi, cu câte 4 cuburi în jurul fiecărei laturi. De asemenea, este tranzitiv pe fețe, cu câte 2 cuburi în jurul fiecărei fețe. Este autodual, cu simbolul Schläfli {4,3,4}.

## Faguri înrudiți
Face parte dintr-o familie multidimensională de faguri hipercubici, cu simboluri Schläfli de forma {4,3,...,3,4}, începând cu pavarea pătrată {4,4} în plan.
Este unul dintre cei 28 de faguri uniformi convecși⁠(d) cu celule poliedre uniforme convexe.

## Izometriile rețelelor cubice simple
Rețelele cubice simple pot fi distorsionate în simetrii inferioare, reprezentate de sisteme cristaline inferioare:
| Sistem cristalin                          | Monoclinic Triclinic       | Ortorombic                          | Tetragonal                           | Hexagonal                     | Cubic                                |
| ----------------------------------------- | -------------------------- | ----------------------------------- | ------------------------------------ | ----------------------------- | ------------------------------------ |
| Celulă                                    | Paralelipiped              | Cuboid dreptunghic                  | Cuboid pătrat                        | Trapezoedru trigonal          | Cub                                  |
| Grup punctual⁠(d) Ordin Subgrup de rotație | [ ], (*) Ordin 2 [ ]+, (1) | [2,2], (*222) Ordin 8 [2,2]+, (222) | [4,2], (*422) Ordin 16 [4,2]+, (422) | [3], (*33) Ordin 6 [3]+, (33) | [4,3], (*432) Ordin 48 [4,3]+, (432) |
| Formă                                     |                            |                                     |                                      |                               |                                      |
| Grup spațial⁠(d) Subgrup de rotație        | Pm (6) P1 (1)              | Pmmm (47) P222 (16)                 | P4/mmm (123) P422 (89)               | R3m (160) R3 (146)            | Pm3m (221) P432 (207)                |
| Notația Coxeter                           | -                          | [∞]a×[∞]b×[∞]c                      | [4,4]a×[∞]c                          | -                             | [4,3,4]a                             |
| Diagramă Coxeter                          | -                          |                                     |                                      | -                             |                                      |

## Colorare uniformă
Există un număr mare de colorări uniforme, derivate din diferite simetrii. Acestea includ:
| Notația Coxeter Grup spațial     | Diagramă Coxeter | Simbol Schläfli | Fagure parțial | Culorile pe litere |
| -------------------------------- | ---------------- | --------------- | -------------- | ------------------ |
| [4,3,4] Pm3m (221)               | · =              | {4,3,4}         |                | 1: aaaa/aaaa       |
| [4,31,1] = [4,3,4,1+] Fm3m (225) | =                | {4,31,1}        |                | 2: abba/baab       |
| [4,3,4] Pm3m (221)               |                  | t0,3{4,3,4}     |                | 4: abbc/bccd       |
| [[4,3,4]] Pm3m (229)             |                  | t0,3{4,3,4}     |                | 4: abbb/bbba       |
| [4,3,4,2,∞]                      | · or             | {4,4}×t{∞}      |                | 2: aaaa/bbbb       |
| [4,3,4,2,∞]                      |                  | t1{4,4}×{∞}     |                | 2: abba/abba       |
| [∞,2,∞,2,∞]                      |                  | t{∞}×t{∞}×{∞}   |                | 4: abcd/abcd       |
| [∞,2,∞,2,∞] = [4,(3,4)*]         | =                | t{∞}×t{∞}×t{∞}  |                | 8: abcd/efgh       |

### Proiecții
Fagurele cubic poate fi proiectat ortogonal în planul euclidian cu diverse aranjamente de simetrie. Cea mai înaltă formă de simetrie (hexagonală) se proiectează într-o pavare triunghiulară. O proiecție cu simetrie pătrată formează o pavare pătrată.
| Imagine        |
| Cadru de sârmă |

## Politopuri și faguri înrudiți
Este înrudit cu 4-politopul regulat tesseract, simbol Schläfli {4,3,3}, care există în spațiul cvadridimensional și are doar 3 cuburi în jurul fiecărei laturi. Este, de asemenea, legat de fagurele cubic de ordinul 5, simbolul Schläfli {4,3,5}, din spațiul hiperbolic, cu 5 cuburi în jurul fiecărei laturi.
Apare în succesiunea de politopuri și faguri cu figura vârfului octaedrul:
| Imagine |           |           |           |           |           |           |           |
| Celule  | · {3,3} · | · {4,3} · | · {5,3} · | · {6,3} · | · {7,3} · | · {8,3} · | · {∞,3} · |

Face parte din șirul de politopuri regulate și faguri cu celule cubice:
| Imagine             |           |           |           |           |           |           |           |
| Figura · vârfului · | · {3,3} · | · {3,4} · | · {3,5} · | · {3,6} · | · {3,7} · | · {3,8} · | · {3,∞} · |

| Imagine         |       |       |       |       |       |       |       |
| Celule          | {3,3} | {4,3} | {5,3} | {6,3} | {7,3} | {8,3} | {∞,3} |
| Figura vârfului | {3,3} | {3,4} | {3,5} | {3,6} | {3,7} | {3,8} | {3,∞} |